# 埃斯特山
82°18′S 155°4′E / 82.300°S 155.067°E
埃斯特山（英語：Mount Ester）是南極洲的山峰，位於奧次地，海拔高度超過2,000米，根據美國地質調查局的測量和美國海軍的空中照片被繪入地圖，以地質學家命名，現時由南極條約體系管理。